# Dmitri Jurjewitsch Cholodow

Skulpturabbildung Cholodows auf seinem Grabstein auf dem Friedhof Trojekurowo in Moskau

Dmitri Jurjewitsch Cholodow (russisch Дмитрий Юрьевич Холодов, auch Dimitry Kholodov; * 21. Juli 1967 in Sagorsk; † 17. Oktober 1994 in Moskau) war ein russischer Journalist der Zeitung Moskowski Komsomolez. Er wurde ermordet, während er Nachforschungen über Korruption innerhalb der russischen Armeeführung anstellte.

## Leben
Er wurde als Sohn des Physikers Juri Cholodow und seiner Frau Soja geboren. Er studierte Physik am MIFI und arbeitete zunächst wie seine Eltern am Institut der Verteidigungsindustrie in Klimowsk, südlich von Moskau. Wegen schlechter Karriereaussichten wandte er sich dem Journalismus zu. Zunächst arbeitete er für das Lokalradio. 1992 wurde er Redakteur der Moskauer Tageszeitung Moskowski Komsomolez.
In seinen Artikeln behauptete Cholodow, dass der Verteidigungsminister Pawel Gratschow während des Abzugs der russischen Armee aus Ostdeutschland in Korruptionsgeschäfte verwickelt war. 1993 berichtete er detailliert über ethnische Säuberungen in Abchasien, darunter auch das Massaker von Sochumi 1993.
Cholodow starb am 17. Oktober 1994, als in seiner Redaktion ein präparierter Koffer explodierte, den er aus einem Schließfach des Kazaner Bahnhofs in Moskau geholt hatte. Seine Kollegin Katja Dejewa wurde durch die Kofferbombe verletzt. Cholodow hatte vermutet, der Koffer enthalte Dokumente, die das Verteidigungsministerium belasten würden.
Obgleich der Tod des Journalisten vor zwei Militärgerichten verhandelt wurde, gab es keine Verurteilungen. Die Staatsanwaltschaft hatte fünf Offiziere des Armeegeheimdienstes wegen Mordes angeklagt und einen weiteren Geheimdienstoffizier der Komplizenschaft. Nach Angaben der Staatsanwälte handelten sie im Auftrag des damaligen russischen Verteidigungsministers Gratschow. Gratschow war als Zeuge vor Gericht erschienen und hatte eingeräumt, gegenüber Mitarbeitern über Cholodow gesagt zu haben, „brecht seine Beine“ und „schließt seinen Mund“. Die Angeklagten wurden jedoch 2004 aus Mangel an Beweisen freigesprochen. Eine Revision wurde 2005 abgewiesen. Im September desselben Jahres reichten die Eltern von Cholodow eine Klage beim Europäischen Gerichtshof für Menschenrechte ein. Ein Jahr später gab das Gericht die Einstellung des Verfahrens bekannt, mit der Begründung, der Mord an Cholodow wäre noch vor der Ratifizierung der Europäischen Menschenrechtskonvention durch Russland im Jahr 1998 verübt worden.
In den Jahren 2006–2009 reichten die ehemaligen Angeklagten vor dem Obersten Gerichtshof Russlands Klagen ein und forderten „Schadenersatz“. Ihren Forderungen wurden teilweise entsprochen.
Cholodow erhielt nach seiner Ermordung die Auszeichnung „Für die Pressefreiheit“. Auch der Journalistenverband Russlands ehrte seine journalistischen Leistungen. 2018 wurde Cholodow posthum der Sacharow-Preis für geistige Freiheit verliehen.